# Emotional Rescue
Emotional Rescue je album grupe The Rolling Stones izdan 1980. Komercijalno je bio veoma uspješan, 1. mjesto na top-listama SAD-a i UK-a, ali kvalitetom nije ponovio uspjeh prošlog albuma. 

## Popis pjesama
1. "Dance (Pt. 1)" – 4:23
2. "Summer Romance" – 3:16
3. "Send It to Me" – 3:43
4. "Let Me Go" – 3:50
5. "Indian Girl" – 4:23
6. "Where the Boys Go" – 3:29
7. "Down in the Hole" – 3:58
8. "RS-ER.jpg" – 5:39
9. "She's So Cold" – 4:14
10. "All About You" – 4:18

## Singlovi
- "Emotional Rescue"
- "She's So Cold"

## Izvođači
- Mick Jagger - pjevač, piano, gitara
- Keith Richards - gitara, bas-gitara, pjevač
- Ron Wood - gitara, bas-gitara
- Charlie Watts - bubnjevi
- Bill Wyman - bas-gitara

## Top ljestvice

### Album
| Godina | Ljestvica            | Pozicija |
| ------ | -------------------- | -------- |
| 1980.  | UK Top 75 Albumi     | #1       |
| 1980.  | Billboard Pop Albumi | #1       |

### Singlovi
| Godina | Singl              | Ljestvica             | Pozicija |
| ------ | ------------------ | --------------------- | -------- |
| 1980.  | "Emotional Rescue" | UK Top 75 Singles     | #9       |
| 1980.  | "Emotional Rescue" | The Billboard Hot 100 | #3       |
| 1980.  | "She's So Cold"    | The Billboard Hot 100 | #26      |
| 1980.  | "She's So Cold"    | UK Top 75 Singles     | #33      |

## Vanjske poveznice
- allmusic.com [neaktivna poveznica] - Emotional Rescue